# Osiedle Armii Krajowej (Opole)

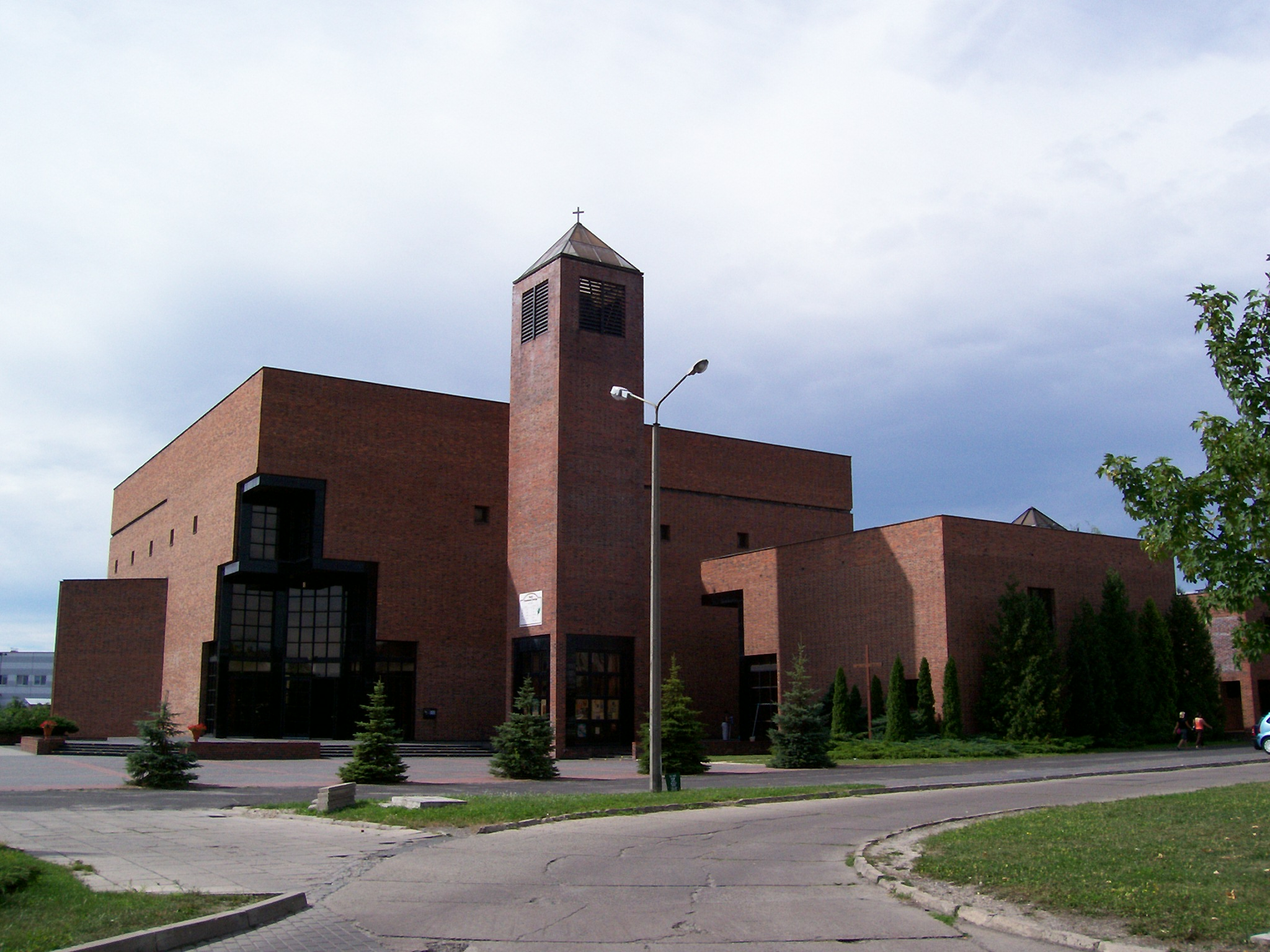
Kościół Przemienienia Pańskiego

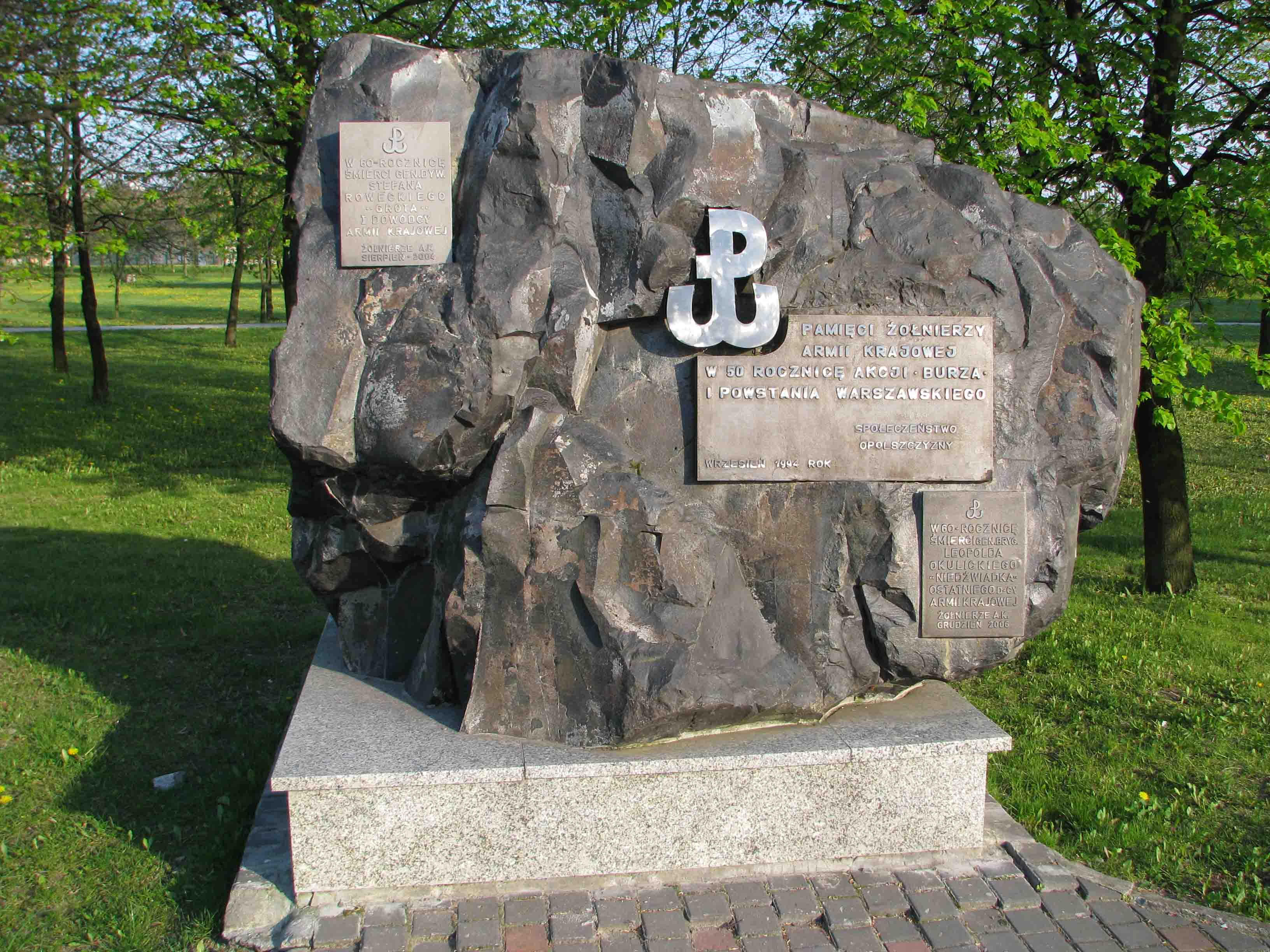
Pomnik Polskiego Państwa Podziemnego

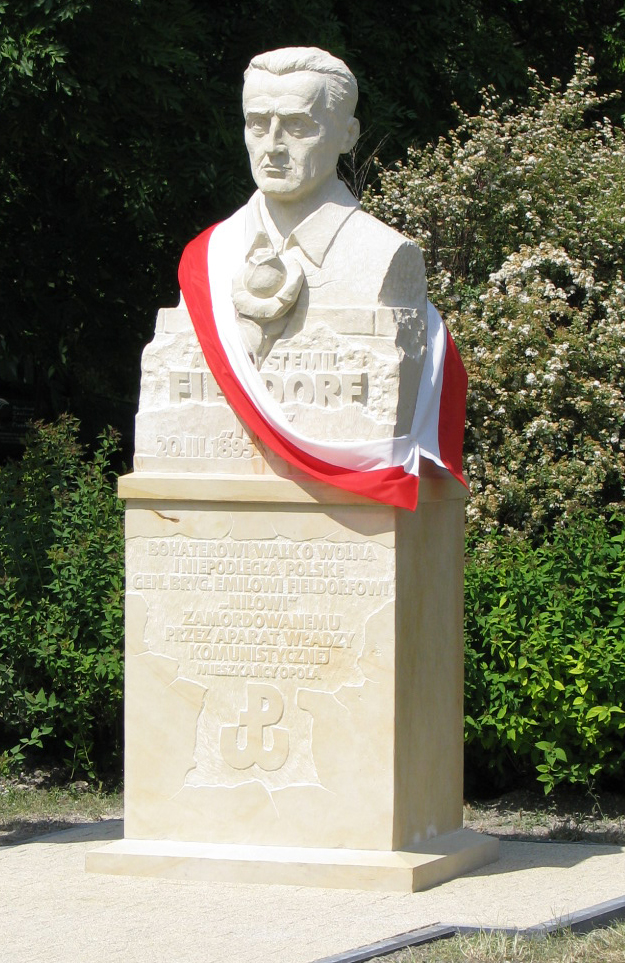
Pomnik Augusta Emila Fieldorfa "Nila"

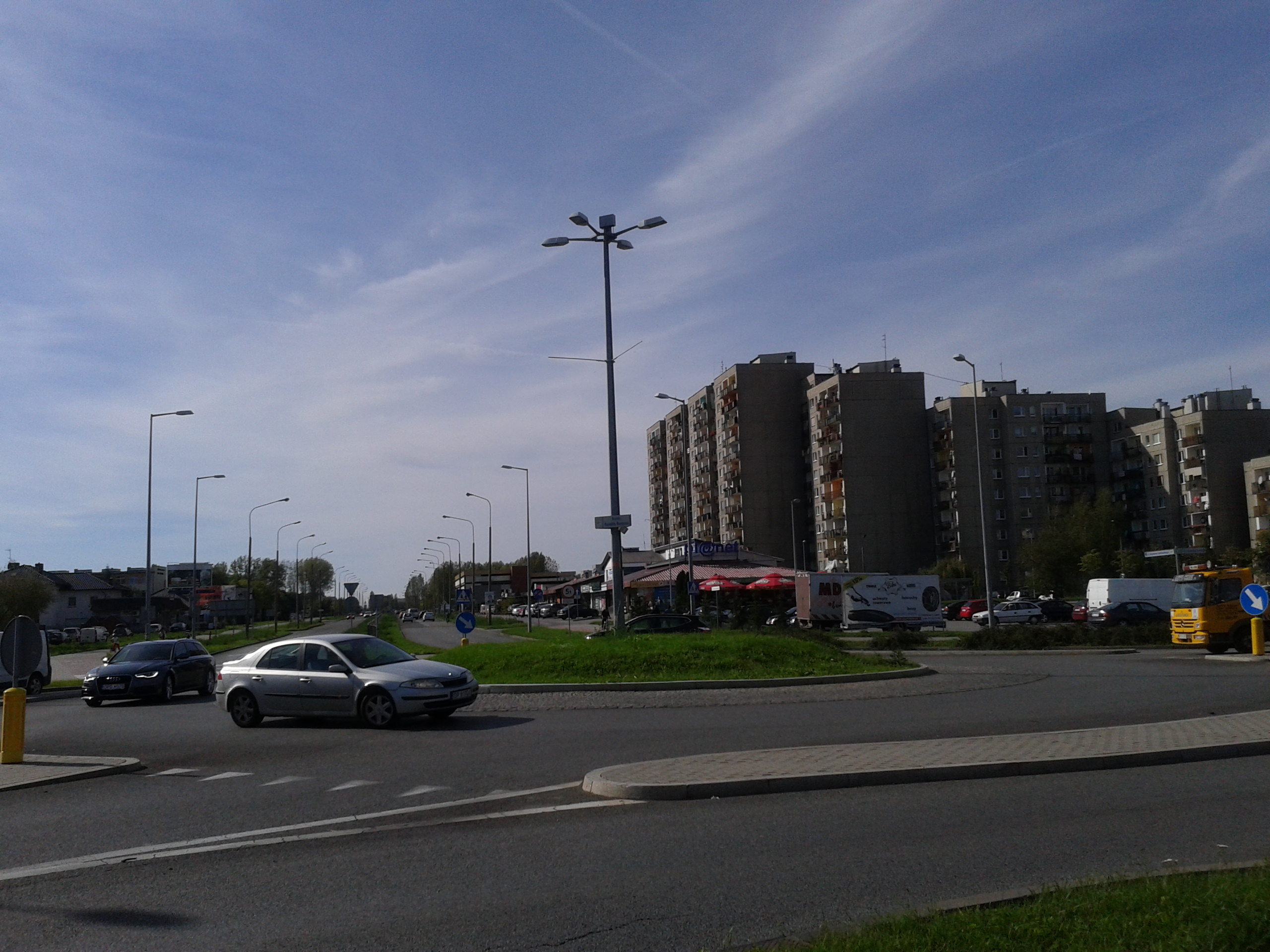
Rondo Ronalda Reagana

Osiedle Armii Krajowej (dawniej ZWM) – opolskie osiedle mieszkaniowe wybudowane na przełomie lat 70. i 80. XX wieku na gruntach dawnej wsi Gosławice. Wraz z pobliskim Osiedlem Malinka zarządzane jest przez Spółdzielnię Mieszkaniową Lokatorsko-Własnościową. Do 2 czerwca 2006 patronem spółdzielni był Związek Walki Młodych. Obecnie spółdzielnia nie posiada patrona. Teren jej działalności podzielono na cztery pomocnicze osiedla administracyjne obejmujące wymienione niżej ulice.
- Osiedle nr 1: Jana Bytnara "Rudego" (do nr 13), Stefana Roweckiego "Grota", Jana Stanisіawa Jankowskiego
- Osiedle nr 2: Jana Bytnara "Rudego" (od nr 14), Emila Fieldorfa, majora Hubala, Kazimierza Pużaka
- Osiedle nr 3: Batalionu Parasol, Batalionu Zośka, Zawiszaków, Skautów Opolskich, Szarych Szeregów
- Osiedle nr 4 (Osiedle Malinka): Bielska, Chełmska, Cieszyńska, Kaliska, Kielecka, Piotrkowska, Wiejska, Al. Wincentego Witosa (numery parzyste)

Nieformalnie osiedle dzieli się na dwie części:
- starszą część północno-zachodnią (osiedla nr 1 i 2), ok. 12 tys. mieszkańców
- nowszą część południową (osiedle nr 3), ok. 8 tys. mieszkańców

W centralnej części osiedla znajduje się park miejski i kościół rzymskokatolicki Przemienienia Pańskiego, a w jego sąsiedztwie Centrum Handlowe Auchan. Komunikację z innymi częściami miasta zapewnia ul. Sosnkowskiego i ul. Pużaka, a także autobusy miejskie linii nr 3, 5, 7, 9, 10, 11, 13, 15, 17, 18 i N. Działają tutaj trzy przedszkola, dwie szkoły podstawowe, jedno gimnazjum, jedno liceum oraz szkoła specjalna.

## Historia

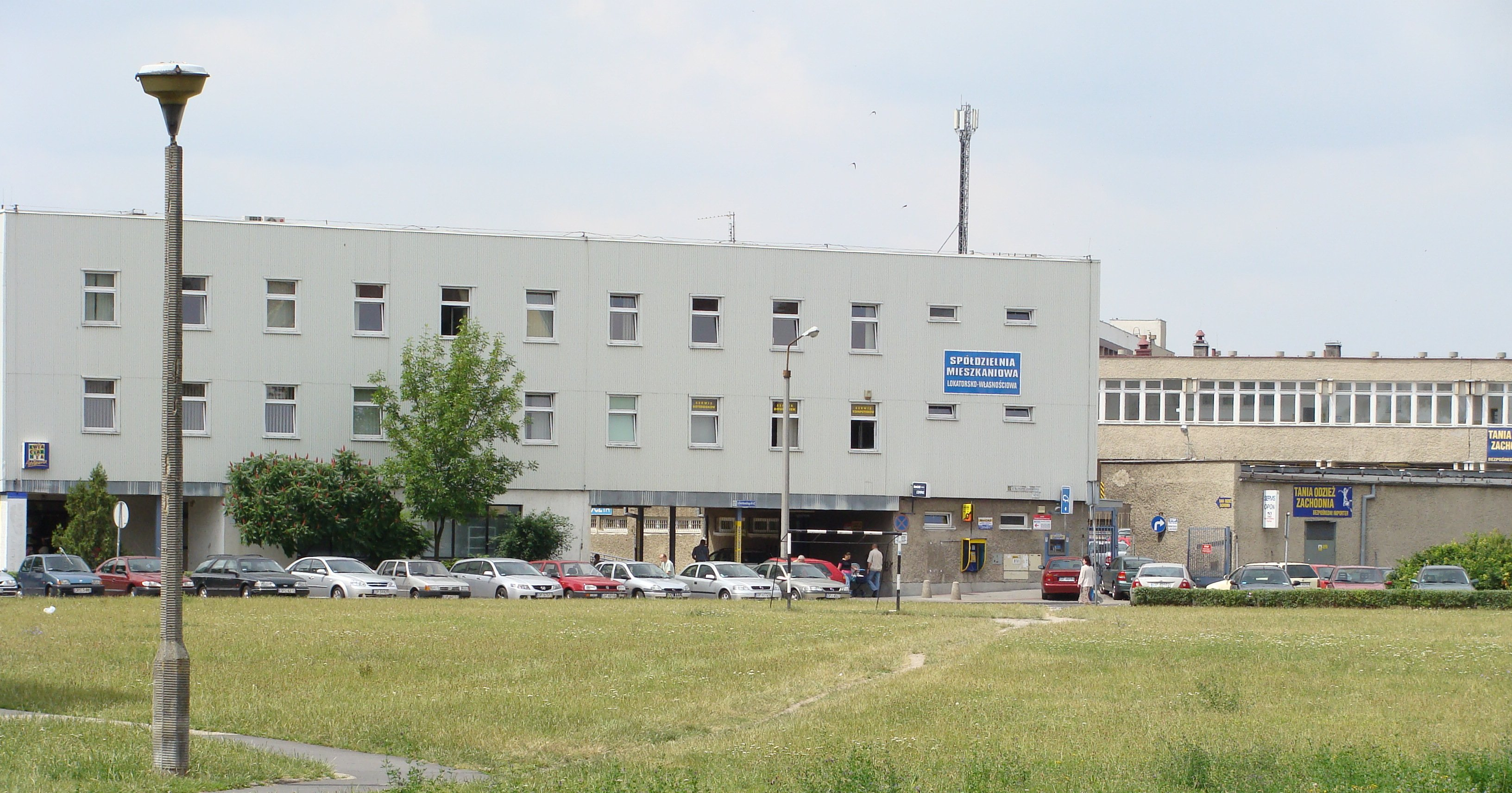
Siedziba Spółdzielni

W 1972 r. osiedle zaprojektował architekt miejski Janusz Grzegorzak.
27 maja 1976 na zebraniu przedstawicieli Opolskiej Spółdzielni Mieszkaniowej Przyszłość podjęto uchwałę powołującą Osiedle Związku Walki Młodych jako samodzielną jednostkę gospodarczą i organizacyjną, działającą w oparciu o wewnętrzny rozrachunek gospodarczy. Decyzja o powołaniu nowej spółdzielni zapadła w związku z wielkim zapotrzebowaniem na mieszkania wśród młodego pokolenia z wyżu demograficznego. Aby przyśpieszyć termin otrzymania mieszkania wielu przyszłych lokatorów, w czynie społecznym pracowało na budowie, zwłaszcza przy pracach wykończeniowych. Pierwszy blok oddano do użytku 14 lutego 1977. Ze względów praktycznych Spółdzielnia początkowo działała częściowo w ramach OSM "Przyszłość" zajmując się głównie sprawami bieżącymi i budową. Całkowitą samodzielność Spółdzielnia Mieszkaniowa Lokatorsko - Własnościowa imienia ZWM uzyskała dopiero 1 lipca 1981 na podstawie uchwały podjętej na zebraniu założycielskim, które odbyło się 25 marca 1981.
Przedstawione liczby dotyczą ilości mieszkań łącznie na osiedlu AK i Malinka.
| rok   | liczba budynków mieszkalnych | liczba mieszkań | powierzchnia mieszkań (w tys. m²) |
| ----- | ---------------------------- | --------------- | --------------------------------- |
| 1981  | 47                           | 3872            | 213                               |
| 1982  | 64                           | 4238            | 259                               |
| 1986  | 79                           |                 | 365                               |
| 1992¹ | 169                          | 8591            |                                   |
| 1996  | 126                          | 8345            | 461,5                             |
| 2000  |                              | 8405            | 466,4                             |
| 2006  | 134                          | 8510            | 472                               |

¹ dane dotyczą zasobów własnych spółdzielni oraz obcych (tylko administrowanych)

## Zmiana nazwy osiedla

### Wstęp
Opole, po powiększeniu miasta w XXI wieku, zostało podzielone najpierw na 26, a obecnie 13 dzielnic, jednak w użyciu spotyka się zwyczajowe nazwy poszczególnych części miasta: wsi włączonych do miasta głównie w latach 70. (np. Grudzice, Wróblin), historycznych części Opola (Zaodrze, Stare Miasto), osiedli (np. Dambonia, Malinka) czy dzielnic biorących swoje "nazwy" od ulic na ich terenie (np. dzielnica malarzy, dzielnica generalska). Mimo że istnieją ustalone granice dzielnic to często nie współgrają one że zwyczajowym podziałem miasta w związku z czym drogowskazy kierujące do poszczególnych osiedli i dzielnic są często orientacyjne i umowne.

### Fakty
- w 1976 powołano do życia jednostkę gospodarczo-organizacyjną Osiedle Związku Walki Młodych w ramach Opolskiej Spółdzielni Mieszkaniowej "Przyszłość"[2], podobnie obecnie funkcjonują Osiedle Chabrów czy Osiedle Dambonia[3]

- w lipcu 1981 jednostka ta zyskała niezależność od macierzystej spółdzielni i nadano jej nazwę "Spółdzielnia Mieszkaniowa Lokatorsko-Własnościowa im. Związku Walki Młodych"[2]

- od nazwy spółdzielni cały obszar zajęty przez osiedla administracyjne 1-3 (patrz na początku artykułu) zwyczajowo nazywano ZetWueMem i tak oznaczano na planach Opola, np. z lat 1981-1989 i późniejszych

- uchwała Rady Miasta[4] z 12 marca 1991 zmienia nazwę ówczesnej ulicy Związku Walki Młodych na ul. Kazimierza Sosnkowskiego; ulica ta otacza osiedle od trzech stron

- w połowie 2005 r. ukonstytuował się Społeczny Komitet na Rzecz Zmiany Nazwy Spółdzielni Mieszkaniowej im. ZWM na Armii Krajowej pod przewodnictwem nauczyciela Andrzeja Górskiego, który z końcem 2005 r. przy współpracy z opolskim Kołem Światowego Związku Żołnierzy Armii Krajowej, Urzędem Miasta i opolskimi mediami (Nowa Trybuna Opolska, Gazeta Wyborcza, Miejska Telewizja Opole) rozpoczął akcję edukacyjną mającą na celu przybliżenie mieszkańcom osiedla sylwetek patronów ich ulic oraz związku tych osób czy organizacji z Armią Krajową. Na klatkach schodowych osiedla pojawiły się notki biograficzne przedstawiające patronów miejscowych ulic oraz ulotki zawierające informacje na temat działalności Związku Walki Młodych[5].

- W listopadzie 2005 do mieszkańców trafiła ankieta odnośnie do nadania nowej nazwy spółdzielni. Można było podać swoją propozycję lub wybrać spośród Armii Krajowej, Jana Pawła II lub Związku Walki Młodych[6]. W głosowaniu wzięło udział niecałe 30% spółdzielców. 2/3 głosujących opowiedziało się za pozostawieniem starej nazwy. W tym samym miesiącu Rada Miasta Opola wystosowała do władz spółdzielni mieszkaniowej apel, w którym zwracała się z prośbą o zmianę jej patrona z ZWM na AK.

- w maju 2006 Społeczny Komitet przygotował list poparcia dla zmiany patrona spółdzielni na Armię Krajową, na którym podpisy m.in. złożyli: Ryszard Zembaczyński, Roman Kirstein, Ryszard Ciecierski, prof. Piotr Wach, prof. Stefan Niesiołowski, Danuta Jazłowiecka, dr Marek Kawa, Leszek Korzeniowski, Arkadiusz Karbowiak, prof. Jan Skubis, prof. Krzysztof Tarka, prof. Antoni Guzik, Paweł Kukiz[5].

- 2 czerwca 2006 z nazwy spółdzielni wykreślono patrona – ZWM. Zmieniono napisy informujące znajdujące się wewnątrz budynków, usunięto napisy lub zmieniono klosze na lampach oświetlających wejścia, zmieniono logo Spółdzielni. Spółdzielnia w chwili obecnej w dalszym ciągu nie posiada patrona.

- w maju 2008 opolski ratusz nadał osiedlu imię Armii Krajowej[7], jednak decyzja nie została podjęta przez Radę Miasta, a Prezydenta. Wykorzystano lukę prawną[7] implikowaną brakiem oficjalnego podziału na dzielnice i osiedla. Obszar, który zajmuje osiedle nie miał do tej pory oficjalnej nazwy. Zgodnie z oficjalnym stanowiskiem opolskiego ratusza, jego przedstawiciele dwukrotnie zwracali się do władz spółdzielni w sprawie opinii na temat proponowanej nowej nazwy osiedla – za każdym razem formułowano odpowiedź "że to nie do spółdzielni należy nazywanie osiedli w mieście". Na tabliczce informacyjnej przy wjeździe na osiedle ulicą Grota-Roweckiego pojawiła się informacja o osiedlu im. Armii Krajowej. 15 lipca 2008 zawieszono nowe tablice informacyjne na wszystkich głównych wjazdach na osiedle.

## Obecność w popkulturze
Tytułowy bohater komiksu „Wilq” autorstwa Tomasza i Bartosza Minkiewiczów jest mieszkańcem Osiedla.

## Osoby związane z osiedlem
- mjr Andrzej Witkowski ps. Rip - ur. 14.11.1930 r. w Warszawie zm. 19.12.2024 r. w Opolu, członek Szarych Szeregów (Zawiszak), powstaniec warszawski, chirurg ortopeda, odznaczony Krzyżem Kawalerskim Orderu Odrodzenia Polski[8].

## Galeria

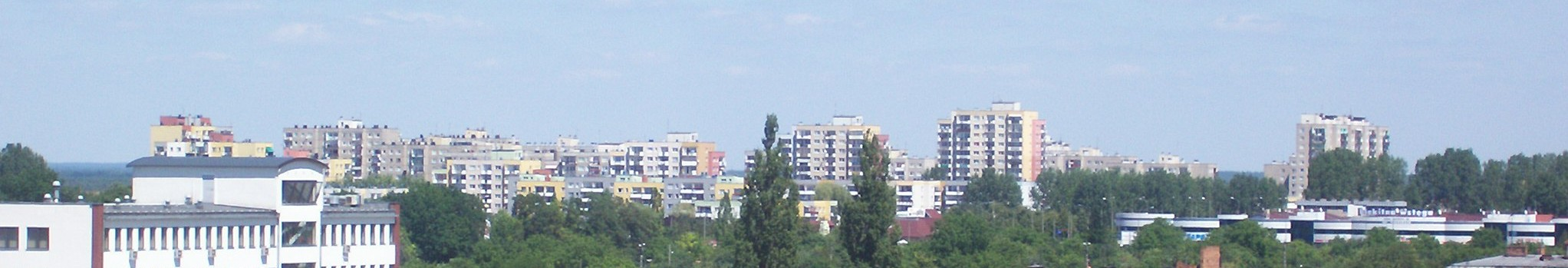
Nowa część osiedla

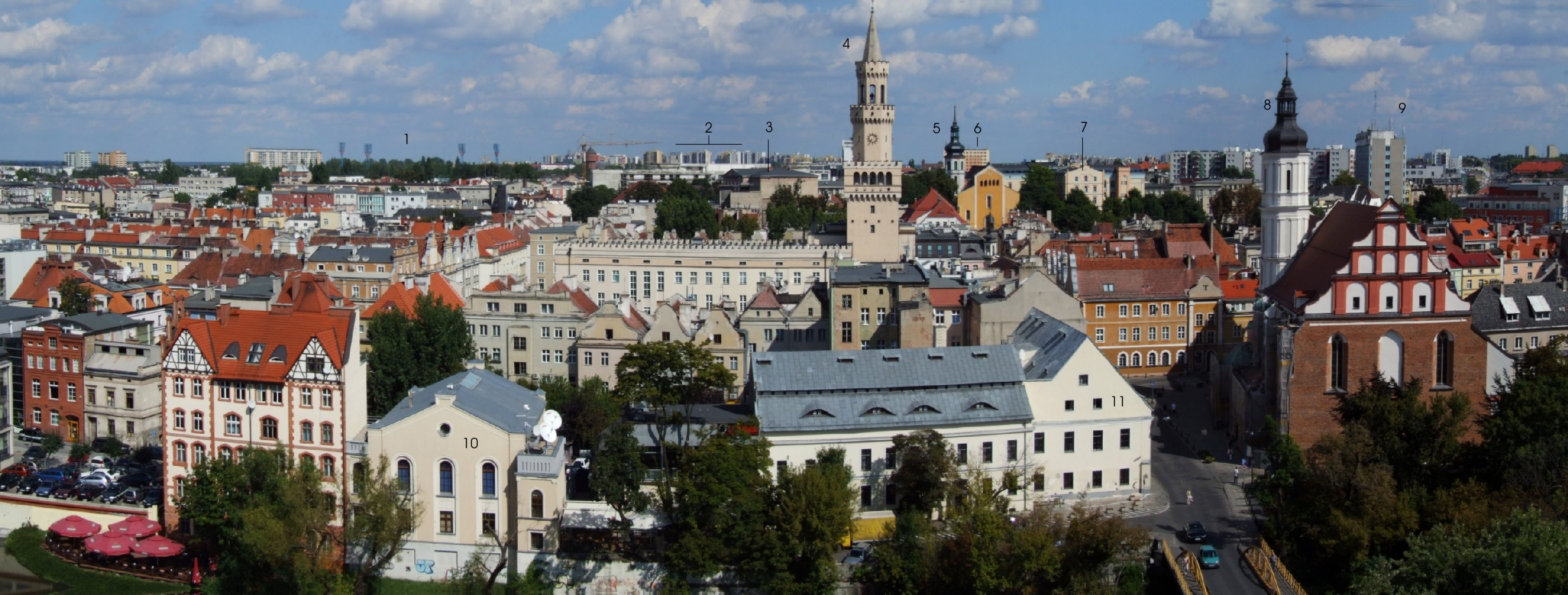
Osiedle w tle panoramy miasta z Wieży Piastowskiej